# Euchirella pulchra
Euchirella pulchra is een eenoogkreeftjessoort uit de familie van de Aetideidae. De wetenschappelijke naam van de soort is voor het eerst geldig gepubliceerd in 1856 door Lubbock.